# La Molina (Camaleño)
La Molina es una localidad del municipio de Camaleño (Cantabria, España). En el año 2023 tenía 34 habitantes (INE). La localidad está ubicada a 315 metros de altitud sobre el nivel del mar, y a 5 kilómetros de la capital municipal, Camaleño.
- Datos: Q5964407